# Leonardo Fioravanti (ingeniero)

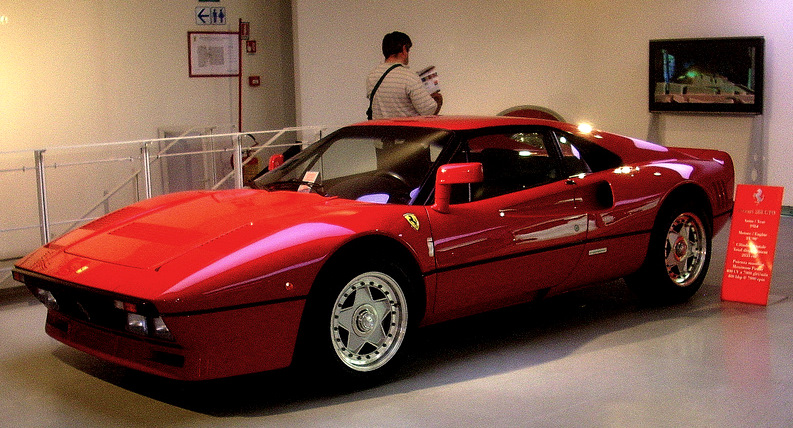
Ferrari 288 GTO

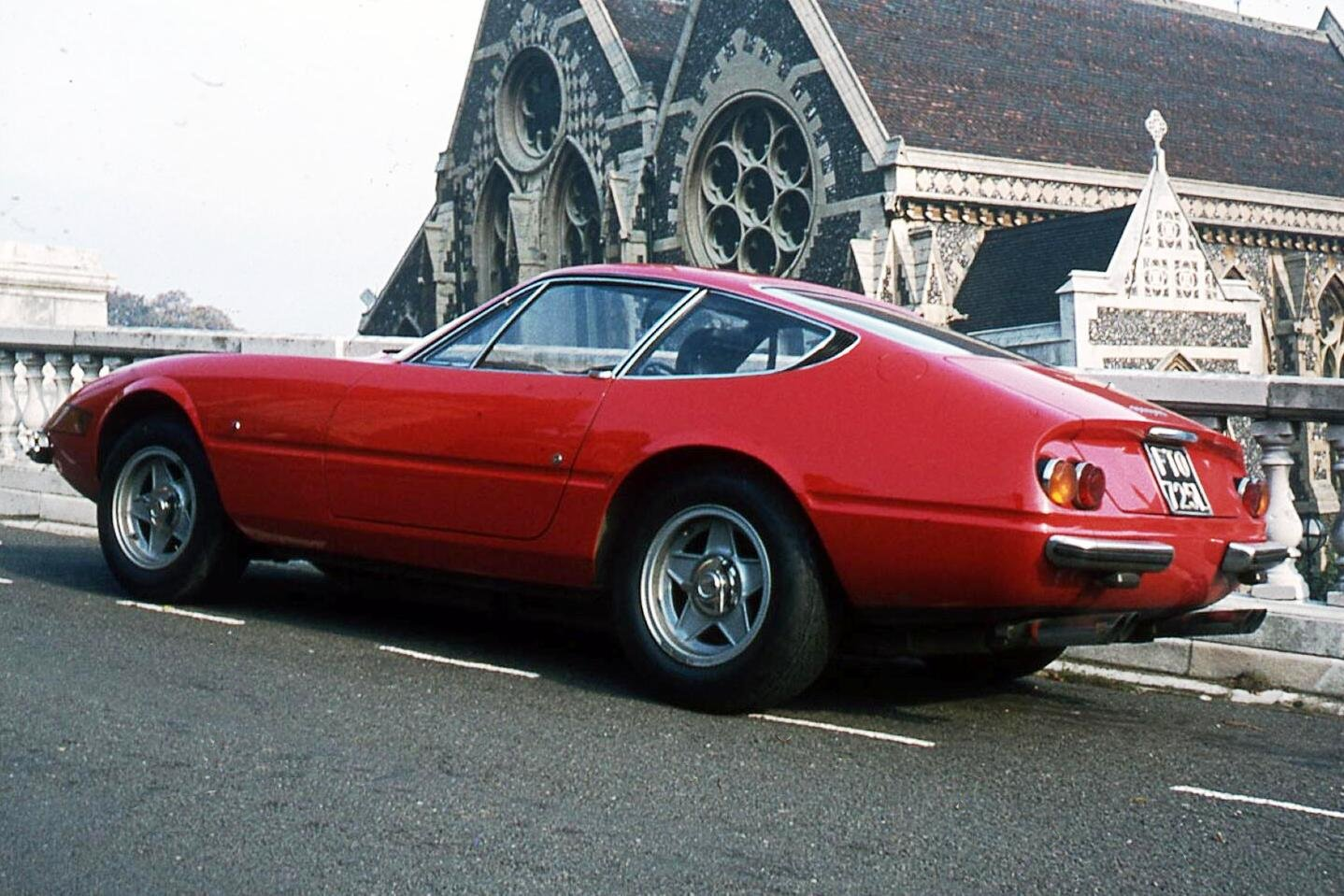
Ferrari 365GTB, conocido popularmente como Daytona

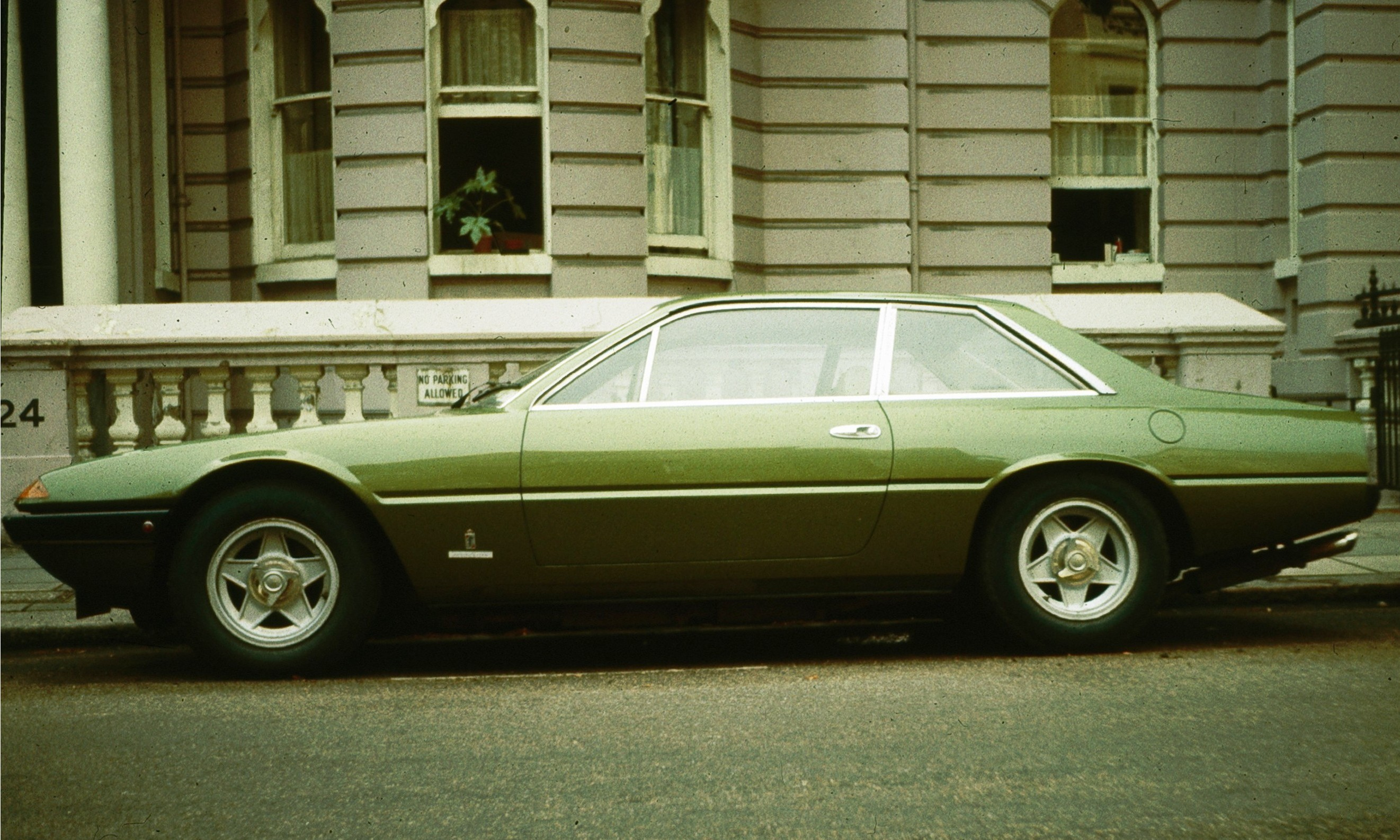
Ferrari 365 GT4 2+2

Leonardo Fioravanti (nacido el 31 de enero de 1938) es un diseñador de automóviles italiano, director ejecutivo de Fioravanti Srl. Formado en Pininfarina, es el creador de la imagen de algunos de los modelos más reconocibles de Ferrari. 

## Semblanza
Fioravanti nació en Milán en 1938. Estudió ingeniería mecánica en el Politécnico de Milán, especializándose en aerodinámica y diseño de carrocerías. Trabajó veinticuatro años con Pininfarina, desde que se incorporó como estilista en 1964, a los 26 años, hasta que finalmente se convirtió en Director Gerente y Gerente General de la rama de investigación de Pininfarina (Pininfarina Studi & Ricerche) durante 18 años.
Posteriormente se unió a Ferrari como director general Adjunto y en 1989 se trasladó al Centro Stile de Fiat como Director de Diseño.
En 1991 dejó Fiat y se unió a Fioravanti Srl, que evolucionó de un estudio de arquitectura a un estudio de diseño. Sus dos hijos, Matteo, arquitecto y Luca, abogado, también han trabajado con él en Fioravanti Srl., donde desarrollaron una serie de prototipos que a menudo se mostraron con su propio nombre. En 2012, la compañía fue designada por la empresa automovilística china BAIC Group como consultor de diseño.
En 2009, Leonardo Fioravanti fue elegido presidente de ANFIA Car Coachbuilders Group por un mandato de 3 años, de 2009 a 2011.

## Coches diseñados por Fioravanti
Durante su etapa con Pininfarina, Fioravanti diseñó varios Ferrari:
- Dino 206 GT y 246 GT (con Aldo Brovarone)[4]
- Ferrari 365 GTB/4 Daytona
- Ferrari 365 GT4 2+2 (el precursor del Ferrari 400 y Ferrari 412)
- Ferrari 308 GTB
- Ferrari 328
- Ferrari 512 Berlinetta Boxer
- Ferrari 288 GTO
- Ferrari Testarossa
- Ferrari Mondial 8 (el precursor de los Ferrari Mondial QV, Ferrari Mondial 3.2 y Ferrari Mondial t)
- Ferrari F40
- Ferrari 348
- Ferrari 250 P5 Berlinetta Speciale[5]
- Ferrari P6
- Ferrari Pinin

Fioravanti ha diseñado muchos prototipos, entre los que se incluyen:
- Alfa Romeo Vola
- BAIC C80K (2012)[6]
- Fioravanti Hidra (2008)[7]

## Reconocimientos
- En 1999, la Global Automotive Elections Foundation nominó a Fioravanti entre un grupo de veinticinco diseñadores que competían por la designación como Diseñador Automotriz del Siglo.
- La revista Octane otorgó a Fioravanti el Premio a la Trayectoria del Premio Histórico Internacional del Motor en 2017.[8]